# Налбандян, Алексан Аветисович
Алекса́н (Алекса́ндр) Авети́сович Налбандя́н (арм. Ալեքսան Նալբանդյան; род. 18 апреля 1971, Ереван, Армянская ССР) — советский, армянский и российский боксёр, победитель Х Спартакиады народов СССР (1991), чемпион России (1997), призёр чемпионата мира (1999), участник Олимпийских игр в Афинах (2004). Мастер спорта СССР международного класса (1991).

## Биография
Алексан Налбандян родился 18 апреля 1971 года в Ереване. Начал заниматься боксом в возрасте 11 лет под руководством Генриха Татевосяна. С 1984 года тренировался у Юрия Нерсесяна. В 1991 году становился бронзовым призёром чемпионата СССР и победителем Х Спартакиады народов СССР, участвовал в чемпионате мира в Сиднее.
В 1993—1994 годах выступал за сборную Армении. В конце 1994 года переехал в российский город Сочи, где продолжил заниматься боксом под руководством Арчила Миносяна. В 1998—2002 годах жил в Краснодаре. Во второй половине 1990-х годов был одним из ведущих российских боксёров первого наилегчайшего веса, становился чемпионом России (1997), серебряным призёром Игр доброй воли в Нью-Йорке (1998) и бронзовым призёром чемпионата мира в Хьюстоне (1999).
В 2002 году Алексан Налбандян вернулся в Армению и в дальнейшем снова выступал под флагом этой страны. В 2004 году участвовал в чемпионате Европы в Пуле и стал единственным армянским боксёром, которому удалось квалифицироваться на Олимпийские игры в Афинах. По ходу олимпийского турнира выиграл у соперников из Франции и Ирака, но в четвертьфинале проиграл выдающемуся китайскому боксёру Цзоу Шимину.
После завершения своей спортивной карьеры в 2004 году перешёл к тренерской деятельности в ереванской детско-юношеской спортивной школе имени Владимира Енгибаряна. С 2011 года работает в СДЮШОР по боксу города Сочи.